# Río Lô
El río Lô (en vietnamita: sông Lô, que significa 'río claro') es uno de los principales afluentes del río Rojo, un destacado río de Vietnam —que discurre por las provincias de Ha Giang, Tuyen Quang y Phu Tho—, aunque se origina en Yunnan, China. Tiene una longitud de 470 km (274 km en Vietnam), drena una cuenca de 39 000 km² (26 000 km² en Vietnam) y tiene un caudal de 1010 m³/s. Sus principales afluentes son los ríos Chảy (319 km) y Gâm.